# Quispe Sisa
Quispe Sisa hay Inés Huaylas Yupanqui (1518-1559), là một công chúa Inca, em gái của Huáscar và Atahualpa, người vợ đầu tiên của Francisco Pizarro và nhân vật nổi bật trong cuộc chinh phục đế chế Inca của Tây Ban Nha.

## Tiểu sử

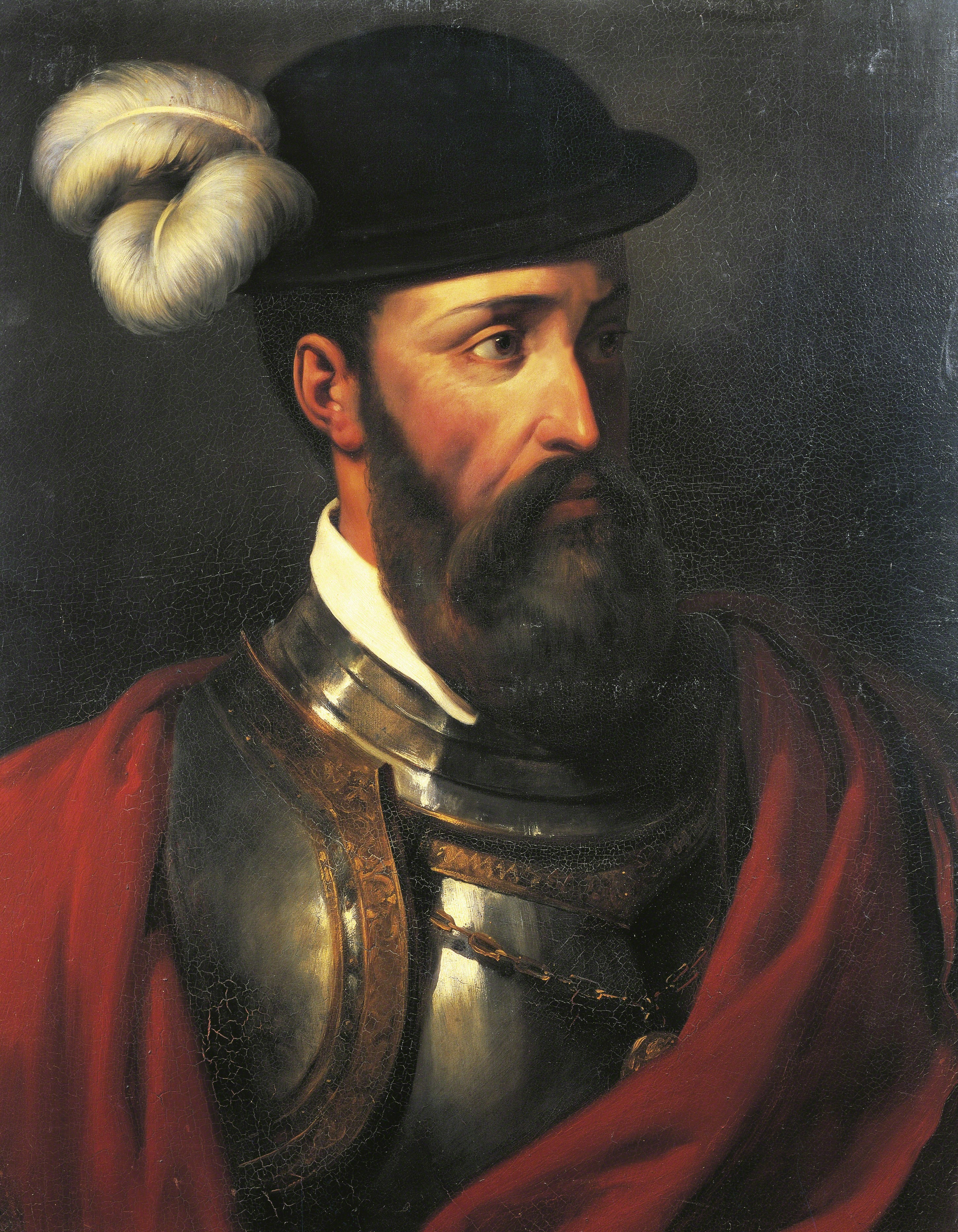
Francisco Pizarro, người chồng đầu tiên của Inés Huaylas Yupanqui.

Quispe Sisa là con gái của Huayna Cápac và, theo một số nguồn, công chúa Paccha Duchicela, Shiri thứ XVI của Vương quốc Quito còn theo một số nguồn khác Sisa là con gái bà Contarguacho, con gái của Pomapacha, quý tộc trưởng vùng Andahuaylas. Contarguacho là một trong những người vợ thứ của Inca. Là người hầu trong cung điện của Inca cho tới khi đế chế này diệt vong, cô trở về cùng người mẹ của cô tại ngôi làng Tocash thuộc Huaylas.
Năm 18 tuổi cô đã được đưa đến Cajamarca, nơi Atahualpa bị giam cầm. Việc này đã cho cô cưới Pizarro, để được lòng tin với ông ta và xem liệu họ có thả tự do cho Atahualpa hay không qua lời thỉnh cầu:
Xin hãy xem thử em gái tôi, con gái của cha tôi, người tôi yêu thương nhất.— Người cung cấp lời khai Salcedo
Theo biên niên sử của J. Antonio del Busto, cô đã được rửa tội bởi các nghi thức Thiên chúa giáo, nơi mà người đặt tên cô là S, trong trí nhớ của em gái Francisco. Họ Huaylas được đặt cho cô theo tên địa danh mà từ đó cô được phong chức ñusta (ñusta có nghĩa là "quý tộc của đế chế ").
Pizarro gọi cô là Pizpita, người ngồi cùng bàn với những người chinh phục khác và được giới thiệu là vợ của ông. Kết quả cuộc hôn nhân của họ (theo các nghi thức Inca) đến vào tháng 12 năm 1534 khi con gái đầu lòng Francisca Pizarro Yupanqui ra đời ở Jauja. Cuối năm sau Sisa sinh hạ tiếp con trai tên là Gonzalo, người chết trẻ vào năm 1544.
Hai đứa trẻ đã được công nhận là hợp pháp theo Lệnh Hoàng gia, được ban ra tại Monzón (Huesca) vào ngày 12 tháng 10 năm 1537 bởi Vua Carlos đệ nhất.
Khi Manco Inca nổi loạn ở Cuzco vào năm 1536, cô bị cáo buộc cung cấp thông tin cho người da đỏ và có ý định trốn chạy cùng những hòm đầy vàng và bạc. Vì lý do này giữa cô và Pizarro nổi lên mối bất hòa và cuối cùng dẫn đến ly hôn. Sau đó Francisco Pizarro cưới vợ lần nữa với Angelina Yupanqui, cũng là em gái của Huascar và Atahualpa. Ở cuộc hôn nhân lần thứ hai này, Angelina cho ra đời người con thứ ba của Francisco Pizarro tên là Francisco Pizarro Yupanqui. Khi Pizarro qua đời vào năm 1541, trong di chúc không hề nhắc tới Sisa, nhưng vẫn nhắc tới những đứa trẻ đã có với cô.

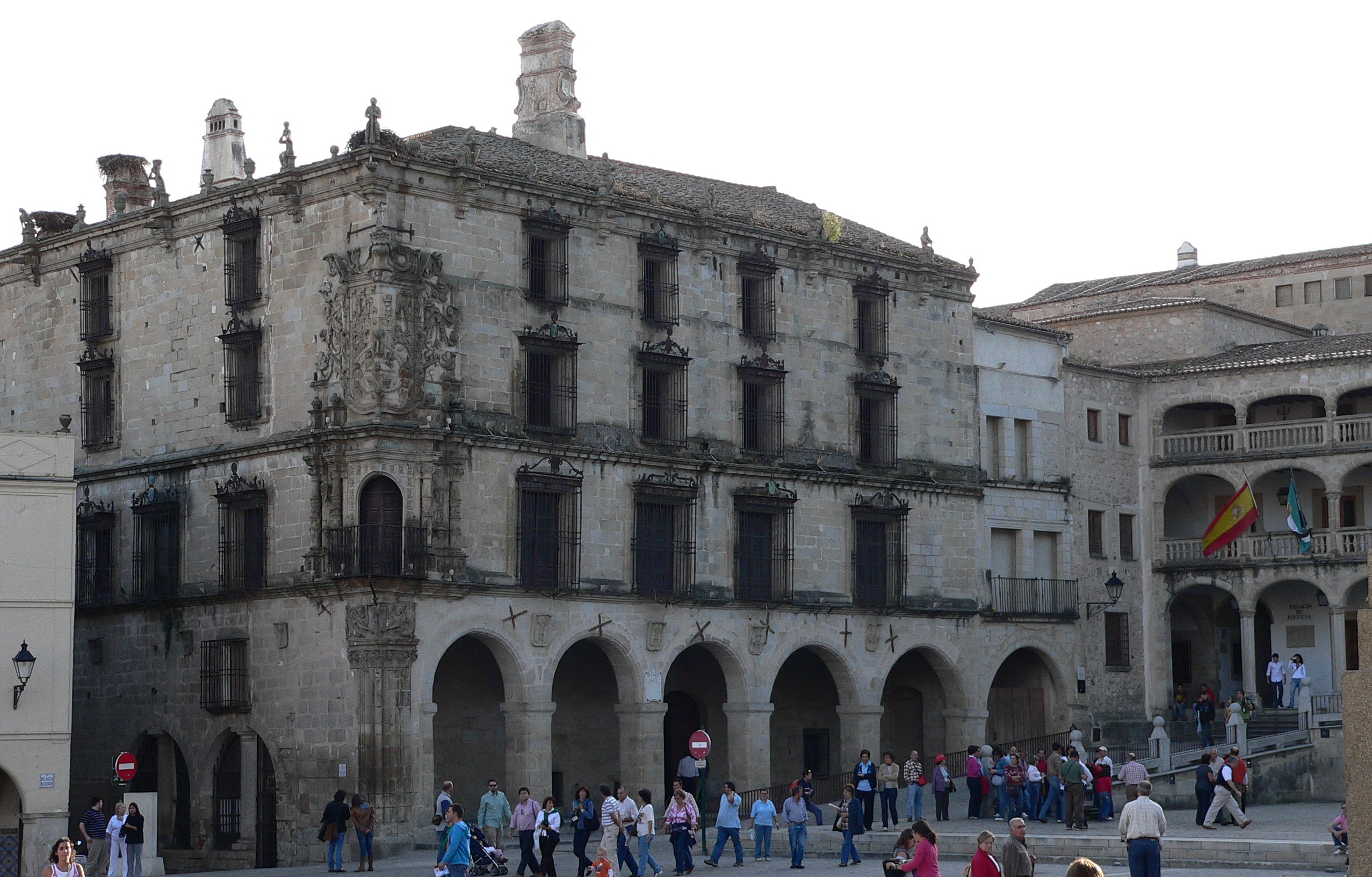
Palacio de la Conquista, tại Trujillo (Cáceres), nơi duy nhất có chân dung của Quispe Sisa ở ngoài mặt tiền.

Vào năm 1538 sau khi ly hôn, cô kết hôn với Francisco de Ampuero, không chỉ vì lý do dân sự mà còn vì các nghi thức Thiên chúa giáo, và có được với de Ampuero ba người con. Tuy nhiên, mối quan hệ với Ampuero chẳng hề yên bình một chút nào. Vào tháng 2 năm 1547 cô bị bắt gặp dính líu đến trò phù thủy và bị buộc tội là đã cố gắng gây ảnh hưởng đến sức khỏe của chồng mình khi đang hành lễ cùng hai phù thủy. Vì vậy cô phải chết trước mặt người chồng của mình.

## Hậu thế
Từ mối quan hệ với Francisco Pizarro cô có hai người con:
- Francisca Pizarro Huaylas Yupanqui, người kết hôn với chú của mình là Hernando Pizarro.
- Gonzalo Pizarro Huaylas Yupanqui, qua đời năm 11 tuổi.

Từ mối quan hệ với Francisco de Ampuero, cô có ba người con:
- Martín Alonso de Ampuero y Huaylas Yupanqui (1538), thuyền trưởng.
- María Ana Isabel Josefa de Ampuero y Huaylas Yupanqui (1540).
- Francisco de Ampuero y Huaylas Yupanqui (1541).

## Lịch sử của những người con của Quispe Sisa
- Con gái đầu tiên có với Francisco Pizarro, Francisca Pizarro Yupanqui, chuyển đến Tây Ban Nha sau khi cha cô ra đi năm 1541 cùng cha dượng Francisco de Ampuero. Tại Medina del Campo, (Valladolid), cô kết hôn với chú mình là Hernando Pizarro người vào thời điểm này đang bị giam trong lâu đài Castillo de la Mota.
- Đối với hai người con trong cuộc hôn thú thứ hai, chúng ta có thể nói rằng María Ana Isabel Josefa de Ampuero y Huaylas tiếp tục sống ở Perú, nơi cô kết hôn với địa chủ giàu có Francisco de Valverde y Contreras-Ulloa, người có cháu gái Josefa Francisca Valverde y Ampuero, vợ bá tước vùng Las Lagunas, là một người tích cực hoạt động chính trị khi chồng cô Simón Ontañón đệ nhị bá tước vù Las Lagunas ký với tướng José de San Martín Hiệp định về nền độc lập của Perú vào ngày 15 tháng 7 năm 1821.

Một nhân vật liên quan đến lịch sử Perú là thuyền trưởng Manuel de Valverde de Ampuero y de las Infantas, người kết hôn với người thừa kế của bá tước vùng Villaminaya, người được cho là tướng lĩnh của một vương triều Inca được phục dựng lại trong cuộc nổi dậy tại Cuzco năm 1805 và có dòng máu của Inés Huaylas, con gái hoàng đế Huayna Cápac và em gái của Atahualpa. Cuộc cách mạng tại vùng Hạ Perú này được bảo trợ giống như các cuộc cách mạng khác của Manuel Ubalde và Gabriel Aguilar.
Quispe Sisa còn chia sẻ dòng máu Inca với các vị vua của Castilla, bởi Francisco de Valverde y Contreras-Ullua, con cháu của Mafalda de la Cerda, hậu duệ của Infantes de la Cerda, hai con trai của vua Alfonso X của Castilla.
- María Ana Isabel Josefa de Ampuero, con gái của kẻ chinh phục Francisco de Ampuero, và công chúa Quispe Sisa, làm đám cưới (lần thứ hai của cô) với Juan de Avendaño y Azurpay, con trai của kẻ chinh phục Diego de Avendaño, kị binh của Orden de Santiago và vợ ông, công chúa Juana Azurpay, con gái của Huayna Capac.

María Ana Isabel Josefa de Ampuero y Huaylas Yupanqui và chồng cô Francisco de Valverde khởi nguồn một hậu thế lớn mạnh tới ngày nay. Nổi bật là:
Tại Perú:
- Josefa Francisca Valverde Ampuero y Costilla, vợ bá tước vùng Las Lagunas, người tham gia tích cực và công cuộc trao trả độc lập cho Perú vào năm 1821.
- Fernando de Trazegnies Granda, bá tước thứ sáu vùng Las Lagunas, hầu tước vùng Torrebermeja, một sử gia và nhà nhân chủng học có tiếng, cựu thư ký ngoại giao của Perú. Nổi tiêng với tác phẩm "Hậu duệ Peru của kẻ chinh phục Francisco de Valverde".

Tại Bolivia:
- Pedro José Domingo de Guerra y Sánchez de Bustamante, tổng thống Bolivia (1879), nhân vật đáng chú ý của thế kỷ XIX.
- José Gutiérrez Guerra, Bolivia, (1917-20), nieto del anterior.
- Narciso Campero, tổng thống Bolivia (1879-84), cháu trai của Hầu tước thứ tư của vùng Valle de Tojo.

Tại Ecuador:
- Francisco Javier León, tổng thống Ecuador (1875)
- Francisco Alfredo Chiriboga, tổng thống Ecuador (1935)

Tại Cộng hòa Dominicana:
- José Desiderio Valverde, tổng thống cộng hòa Dominicana (1857)

Tại Tây Ban Nha:
- Pablo Costilla y Valverde, hầu tước vùng San Juan de Buenavista.
- Constanza Costilla Valverde y Cartagena, nữ hầu tước vùng Rocafuerte.

## Chú ý
Quispe Sisa chỉ có một bức chân dung duy nhất dưới dạng tượng bán thân để trang trí cho mặt tiền cung điện Palacio de la Conquista tại Trujillo, Cáceres, nhờ ý muốn của con gái đầu lòng, Francisca Pizarro Yupanqui, người yêu cầu tạc bức tượng cho Sisa cùng chồng cô, Hernando Pizarro.